# 알베르타 산투초
알베르타 산투초(이탈리아어: Alberta Santuccio, 1994년 10월 22일~)는 이탈리아의 펜싱 선수로 주 종목은 에페이다. 2024년 하계 올림픽에서 여자 에페 단체전 금메달을 획득했으며 세계 선수권 대회에서 은메달 3개를 획득했다.